# Dasypoda cingulata
Dasypoda cingulata är en biart som beskrevs av Wilhelm Ferdinand Erichson 1835. Dasypoda cingulata ingår i släktet byxbin, och familjen sommarbin. Inga underarter finns listade i Catalogue of Life.